# Сиятельный (титул)
Сиятельство, сиятельный — титул, ведущий своё начало от лат.  illustris, -issimus.
При Константине Великом illustri титуловались высшие сановники двора.
Титул illustri был при дворе Карла Великого присвоен герцогам, графам и епископам.
У немцев титулом illustris (Erlaucht) стали называться имперские графы. По постановлению союзного совета 1829 г., титул Erlaucht присвоен графским медиатизированным домам.
В России титул сиятельство был присвоен всем княжеским (не пользующимся титулом светлости) и графским родам.